# Siemień
Siemień è un comune rurale polacco del distretto di Parczew, nel voivodato di Lublino.
Ricopre una superficie di 110,93 km² e nel 2004 contava 4 893 abitanti.